# لشک میلر
لشک سزاری میلر (لهستانی: Leszek Cezary Miller؛ زادهٔ ۳ ژوئیهٔ ۱۹۴۶) یک سیاست‌مدار با گرایش چپی اهل لهستان است که از اکتبر ۲۰۰۱ تا مه ۲۰۰۴ نخست‌وزیر این کشور بود.
وی رهبر کنونی حزب اتحاد دموکراتیک چپ در این کشور است.